# Gestión de los recursos naturales

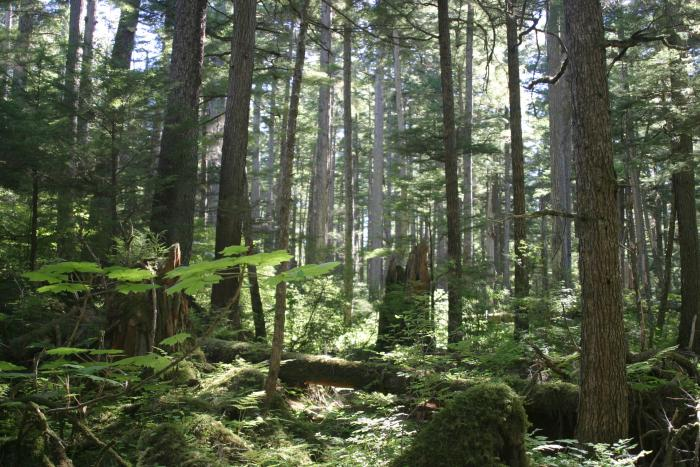
El bosque Nacional de Tongass en Alaska es gestionado por el Servicio Forestal de los Estados Unidos

La gestión de los recursos naturales, o administración de los recursos naturales —como agua, suelos, plantas, animales, minerales o gas— es el manejo de estos recursos: su aprovechamiento, explotación, conservación y, caso de haberse deteriorado, restauración. Una gestión correcta de los recursos naturales es la que permite disfrutarlos a las generaciones presentes y futuras, sin agotarlos ni deteriorarlos (mayordomía o su equivalente en inglés stewardship).
La gestión de los recursos naturales se ocupa de la manera en que las personas y los paisajes naturales interaccionan. Reúne la planificación de los usos del suelo, gestión del agua, conservación de la biodiversidad, y la futura sostenibilidad de actividades como agricultura, minería, turismo, pesca y silvicultura. Reconoce que las personas y sus vidas dependen de la salud y productividad de los territorios, y sus acciones como gestores de estos recursos tienen una función crítica en mantener dichas salud y productividad.
La gestión de los recursos naturales se centra específicamente en una comprensión científica y técnica de la ecología en la que se insertan y su capacidad de sustento a la vida humana, animal y vegetal. La gestión ambiental también es similar a la gestión de los recursos naturales. En contextos académicos, la sociología de los recursos naturales se relaciona estrechamente con la gestión de los recursos naturales, pero es una materia distinta.
Otro concepto similar es el de explotación económica o explotación de los recursos naturales. La diferencia es que la gestión de los recursos naturales intenta mantener la cantidad y calidad de los recursos indefinidamente, mientras que la explotación económica puede estar solamente orientada a extraer beneficios sin preocuparse de las consecuencias.

## Historia

La Agencia de Administración de Tierras en los Estados Unidos gestiona las tierras públicas de ese país: aproximadamente 264 millones de acres (1 070 000 km²) o un octavo de su superficie.

El énfasis en la sostenibilidad puede rastrearse en intentos tempranos para entender la naturaleza ecológica de los pastos norteamericanos en el siglo XIX tardío, y el movimiento de conservación del recurso en la misma época. Este tipo de análisis consensuó en el siglo XX que las estrategias de conservación no habían sido eficaces en detener la disminución de recursos naturales. Un planteamiento más integrado reconoció cómo se entremezclaban aspectos sociales, culturales, económicos y políticos en la gestión de estos recursos. Una forma más holística, nacional e incluso mundial, surgió de la Comisión Brundtland y la defensa del desarrollo sostenible.
En 2005 el Gobierno de Nueva Gales del Sur (un estado australiano) estableció un Estándar de Calidad en la Gestión de Recursos Naturales, para mejorar la consistencia de las actuaciones de gestión. Dicho estándar se basaba en un enfoque de gestión adaptativa.
En los Estados Unidos, el área más activa en la gestión de recursos naturales es la administración de fauna y flora, a menudo asociada con ecoturismo y administración de pastos. En Australia, el reparto del agua, como el Plan de cuenca del Murray-Darling o las cuencas hidrográficas, también es significativo.

## Regímenes de propiedad
Los planteamientos de la gestión de recursos naturales pueden categorizarse según las clases y derechos de los interesados:
- Propiedad estatal: la propiedad y el control sobre el uso de los recursos se encuentran en manos del Estado. Los individuos o grupos solo pueden utilizar los recursos si cuentan con el permiso del Estado. Algunos ejemplos estadounidenses son los bosques nacionales, los parques nacionales y las reservas militares. En otros países, las reservas naturales.

- Propiedad privada: cualquier propiedad de una persona física o jurídica. Tanto los beneficios de los recursos como los posibles impuestos con los que estén gravados corresponden al propietario. Los terrenos privados son el ejemplo más habitual.

- Propiedad comunal: los recursos pertenecen a un grupo de personas. Los grupos con estas propiedades pueden ser de muy variados tamaños, naturalezas o estructuras, por ejemplo los nacidos en un pueblo. Un ejemplo de propiedad comunal son los bosques comunitarios.

- Acceso abierto: no hay un dueño definido de los recursos. Cada usuario potencial tiene la capacidad de utilizarlo como desee. Estos recursos son los más explotados. Se dice que «Lo que es de todos no es de nadie». Un ejemplo es la pesca en un lago. La tierra común puede existir sin propiedad, en cuyo caso en el Reino Unido recae en una autoridad local.

- Híbrido: muchos regímenes de propiedad de recursos naturales contendrán partes de más de uno de los regímenes descritos, así que los gestores de recursos naturales deben tener en cuenta el impacto de regímenes híbridos. Un ejemplo de gestión híbrida es la gestión de vegetación nativa en Nueva Gales del Sur, Australia, donde la legislación reconoce un interés público en la preservación de la vegetación nativa, pero donde la mayoría de esta vegetación nativa crece en terrenos privados.[8]

## Análisis de actores
El análisis de actores (stakeholders, las diferentes partes que tienen intereses, a veces contrapuestos, en la gestión de los recursos) surgió en la administración empresarial y se ha incorporado a la gestión de recurso natural con cada vez más popularidad. Este análisis identifica los distintos grupos de intereses afectados por la utilización y conservación de estos recursos.
No hay una definición clara de "actor", como se muestra en la tabla inferior. Especialmente en la gestión de recursos naturales, porque es difícil determinar quién tiene realmente un interés, y esto diferirá según cada potencial actor.

### Diferentes planteamientos sobre quién es un actor[10]
| Fuente                | Quién es un actor | Clase de investigación        |
| --------------------- | --- | ----------------------------- |
| Freeman.              | «Aquel que puede afectar a la consecución de los objetivos de la organización, o está afectado por ellos» | Administración de empresas    |
| Bowie                 | «aquel sin cuyo apoyo la organización dejaría de existir» | Administración de empresas    |
| Clarkson              | «...personas o grupos que tienen o reclaman propiedad, derechos o intereses en una empresa y sus actividades, pasadas, presentes o futuras.»                                                                                         | Administración de empresas    |
| Grimble y Wellard     | «...cualquier grupo de personas, organizadas o sin organizar, que comparten un interés común o participación en un asunto particular o sistema...»                                                                                   | Gestión de recursos naturales |
| Gass et al.           | «...cualquier individuo, grupo o institución que pudiera verse afectado, positiva o negativamente, por un acontecimiento especificado, proceso o cambio.»                                                                            | Gestión de recursos naturales |
| Buanes et al.         | «...cualquier grupo o individuo que puede directa o indirectamente afectar —o ser afectado—...que planea ser al un actor al menos potencial.»                                                                                        | Gestión de recursos naturales |
| Brugha y Varvasovszky | «... quienes tienen un interés en el asunto considerado, quienes se ven afectados por el asunto, o quienes —debido a su posición— tienen o podrían tener una influencia activa o pasiva en el proceso de decisión e implementación.» | Política sanitaria            |
| ODA                   | «... personas, grupos o instituciones con intereses en un proyecto o programa.» | Desarrollo económico          |

Por tanto, la definición que se usa y, consiguientemente, la teoría, depende de las circunstancias de los actores involucrados.
Billgrena y Holme enumeraron los objetivos del análisis de actores en la administración de recursos naturales:
- Identificar y categorizar a los actores que pueden influir
- Comprender por qué ocurren los cambios
- Establecer quiénes pueden hacer que ocurran esos cambios
- Cómo gestionar óptimamente los recursos naturales

Esto hace clara y transparente la formulación de políticas, permitiendo que los actores reconozcan sus intereses contrapuestos y lleguen a soluciones. Existen numerosas teorías sobre los actores, como la de Mitchell et al. Sin embargo Grimble creó un marco de etapas para un análisis de actores en administración de recursos naturales. Grimble diseñó este marco para asegurar que se analizan específicamente los aspectos esenciales de la gestión de recursos naturales.

### Etapas en el análisis de actores[18]
1. Aclarar los objetivos del análisis
2. Situar en su contexto los elementos en disputa
3. Identificar a los actores y decisores
4. Investigar los intereses y las agendas de los actores
5. Investigar patrones de interacción y dependencia (p. ej. conflictos y compatibilidades, trade-offs y sinergias)

### Aplicación
Grimble y Wellard establecieron que el análisis de actores en la gestión de recursos naturales es más pertinente en los casos en que la situación pueda caracterizarse por:
- Los sistemas y los intereses de los actores se entrecruzan
- Usuarios y usos múltiples del recurso
- Fallo de mercado
- Sustractabilidad (el grado en que el uso del recurso por parte de un actor reduce las posibilidades de que lo usen otros) y trade-offs temporales
- Derechos de propiedad poco claros o acceso abierto
- Productos y servicios que no son objeto de comercio (por ejemplo, aire limpio)
- Pobreza y subrepresentación de los actores o una parte de ellos[14][18]

### Estudios de caso
En el caso del Parque nacional de la Selva Impenetrable de Bwindi, un análisis de actores amplio habría sido pertinente y el pueblo batwa podría haber sido reconocido como actor, impidiendo la pérdida de vidas humanas y del modo de vida de esta tribu.
La silvicultura comunitaria de Nepal, Indonesia y Corea del Sur es un ejemplo exitoso de cómo el análisis de actores puede incorporarse a la gestión de recursos naturales. Este análisis permitió identificar las necesidades de los actores y su nivel de implicación con los bosques.

### Críticas
- El análisis tiende a incluir demasiados actores, lo cual puede crear problemas de por sí, como sugiere Clarkson: «La teoría de los actores no debería usarse para tejer un cesto lo bastante grande para albergar la miseria del mundo.»[20]
- Starik propuso que la naturaleza debía estar representada como actor.[21] Sin embargo esto ha sido rehusado por muchos estudiosos porque sería difícil encontrar la representación apropiada y además otros actores podrían reclamar esta representación, lo que complicaría aún más la situación.[10]
- El análisis de actores puede utilizarse abusivamente para marginar a determinados actores.[9]
- Es complejo identificar a los actores pertinentes para los procesos participativos, pues algunos grupos de actores pueden haber sido excluidos de decisiones anteriores.[22]
- Los conflictos existentes entre los actores y la falta de confianza entre ellos puede impedir acuerdos y soluciones.[22]

### Alternativas/ formas complementarias de análisis
- Análisis de redes sociales
- Recursos comunes

## Gestión de los recursos
La gestión de recursos naturales es intrínsecamente compleja. Implica ciclos ecológicos, hidrológicos, clima, animales, plantas y geografía, etc. Todos ellos son dinámicos y están interrelacionados. Un cambio en uno de ellos puede tener impactos de largo alcance o largo plazo, algunos incluso irreversibles. La gestión de estos recursos debe tener en cuenta, además de los sistemas naturales, a los diferentes actores y sus intereses, sus políticas, cuestiones políticas, fronteras geográficas, implicaciones económicas y demás. Es muy difícil satisfacer todos los aspectos a la vez. Esto resulta en situaciones conflictivas.
Después de la Conferencia de las Naciones Unidas para el Medio Ambiente y el Desarrollo (UNCED por sus siglas en inglés) celebrada en Río de Janeiro en 1992, la mayoría de los países suscribieron nuevos principios para la gestión integrada de tierra, agua, y bosques. A pesar de que los nombres de los programas varían de país a país, todos expresan objetivos similares.
Los diferentes planteamientos aplicados a la gestión de recursos naturales incluyen:
- Enfoque de arriba abajo (ordeno y mando)
- Gestión comunitaria
- Gestión adaptativa
- Principio de precaución
- Gestión integrada

### Gestión comunitaria de recursos naturales
La gestión comunitaria (CBNRM por sus siglas en inglés), también denominada "gestión social de los recursos", combina objetivos de conservación con la generación de beneficios económicos para comunidades rurales. Los 3 supuestos clave son: los lugareños están en una mejor situación para conservar los recursos naturales, las personas conservarán un recurso solo si los beneficios superan a los costes de conservación, y las personas conservarán un recurso que esté directamente ligado a su calidad de vida. Cuando se refuerza la calidad de vida de los lugareños, también se destacan su esfuerzo y su compromiso para asegurar que el recurso seguirá estando disponible en el futuro en igual cantidad y calidad. La gestión regional y comunitaria de recursos naturales también se basa en el principio de subsidiariedad.
Las Naciones Unidas defienden la CBNRM en la Convención sobre Biodiversidad y la Convención para Combatir la Desertificación. Sin embargo la gestión descentralizada de estos recursos puede resultar en un ambiguo entorno jurídico y social en el que las comunidades locales explotan rápida e insosteniblemente los recursos por miedo a que dicho entorno cambie y ya no puedan hacerlo. Un ejemplo son las poblaciones de los bosques en el centro de Kalimantan (Indonesia). Para evitar esto el entorno debe definirse claramente.
Un problema de la CBNRM es conciliar y armonizar los objetivos de desarrollo socioeconómico, protección de la biodiversidad y utilización sostenible de los recursos. Los intereses contrapuestos muestran cómo los motivos detrás de la participación se diferencian en: centrados en las personas (resultados activos o participativos que dan auténtico poder a la población) y centrados en los planificadores (la población solo es receptora pasiva de los resultados). Comprender las relaciones de poder es fundamental para el éxito de la CBNRM. Los lugareños pueden ser reticentes a desafiar las recomendaciones del gobierno por miedo a perder los beneficios prometidos.
La CBNRM es particularmente defendida por ONG que trabajan con comunidades y grupos locales, por un lado, y por organizaciones nacionales y transnacionales, por otro lado. Así construyen y amplían nuevas versiones de activismo medioambiental y social que liguen justicia social y agendas medioambientales con los beneficios directos e indirectos de la explotación de los recursos, incluida una participación en los ingresos, empleo, diversificación económica y promoción de la identidad y el orgullo de los lugareños. Se han documentado éxitos y fracasos ecológicos y sociales de la CBNRM. La CBNRM plantea nuevos retos porque introduce los conceptos de comunidad, territorio, indígena y conservación en planes y programas políticamente variados en diversos sitios. Warner y Jones tratan estrategias para gestionar eficazmente los conflictos en la CBNRM.
La capacidad de las comunidades indígenas para conservar los recursos naturales ha sido reconocida por el Gobierno australiano con el programa Preocupándose por nuestro país. El Ministerio (en Australia se denominan departamentos) de Agricultura, Pesquería y Silvicultura, y el Ministerio de Medio Ambiente, Agua, Patrimonio y Artes, administran conjuntamente este programa. Comparten la responsabilidad de los programas gubernamentales de agricultura sostenible y medio ambiente, los cuales tradicional y generalmente se han denominado "gestión de recursos naturales". Estos programas han sido tramitados regionalmente, a través de 56 gobiernos locales, permitiendo exitosamente a las comunidades regionales decidir las prioridades en la gestión de sus recursos.
Más ampliamente, un estudio sobre Tanzania y el Pacífico investigó qué motiva a las comunidades a adoptar la CBNRM, y halló que se adopta por aspectos del programa específico y por el contexto socioecológico. En general la adopción de estos programas parece reflejar la ventaja relativa y el acceso a asistencia técnica externa que proporcionan a los lugareños. Ha habido críticas socioeconómicas a la CBNRM en África, pero su eficacia ecológica, medida por las densidades de población de fauna y flora, ha sido repetidamente demostrada en Tanzania.
La gobernanza se considera clave para llevar a cabo una gestión de recursos naturales basada en la comunidad o en la región. En el estado australiano de Nueva Gales del Sur, las 13 gestoras de las cuencas fluviales (CMA por sus siglas en inglés) son supervisadas por la Comisión de Recursos Naturales (NRC por sus siglas en inglés), responsable de auditar la eficacia de los programas regionales de gestión de estos recursos.

### Gestión adaptativa
El planteamiento metodológico primario de las gestoras de las cuencas fluviales australianas para administrar los recursos naturales regionales es la gestión adaptativa.
Esta visión reconoce que la adaptación ocurre a través de un proceso "planea-ejecuta-revisa-actúa". También reconoce 7 componentes clave que deberían considerarse en la práctica de una gestión adecuada de los recursos naturales:
- Determinación de la escala
- Recolecta y utilización del conocimiento
- Gestión de la información
- Control y evaluación
- Gestión de riesgos
- Compromiso comunitario
- Oportunidades de colaboración.[7]

### Gestión integrada de los recursos naturales
Conocida como INRM por sus siglas en inglés, la gestión integrada de los recursos naturales es un proceso que maneja estos recursos de manera sistemática, lo que incluye múltiples aspectos de uso de dichos recursos (biofísico, sociopolítico y económico), satisface los objetivos de producción de productores y otros usuarios directos (p. ej. seguridad alimentaria, rentabilidad o aversión al riesgo) así como objetivos más amplios de la comunidad (p. ej. reducción de la pobreza, bienestar de generaciones futuras o conservación medioambiental). La INRM se centra en la sostenibilidad y al mismo tiempo intenta incorporar a todos los posibles desde el mismo nivel de planificación, reduciendo los posibles conflictos futuros. La base conceptual de la INRM ha evolucionado en los últimos años a través de la convergencia de investigaciones en diversas áreas como el uso sostenible de las tierras, planificación participativa, gestión integrada de cuenca y gestión adaptativa. La INRM se está utilizando extensa y exitosamente en la gestión de recursos naturales comunitaria y regional.

## Marcos y modelización
Hay varios marcos y modelos de ordenador desarrollados para ayudar en la gestión de recursos naturales.

### Sistemas de Información geográfica (GIS)
Los GIS son una herramienta analítica potente porque pueden superponer varias capas de datos geográficos y permiten identificar las relaciones entre ellas. Por ejemplo, un programa de regeneración de arbustos puede superponer las capas de pluviosidad, erosión y áreas deforestadas, para así determinar las zonas más favorables (áreas deforestadas de alta pluviosidad y baja erosión). En Australia, directorios de metadatos como NDAR proporcionan datos de recursos naturales australianos como vegetación, pesquerías, terrenos y agua. Los datos están limitados por las potenciales entradas subjetivas y manipulación.

### Marcos de auditoría de la gestión de recursos naturales
El estado australiano de Nueva Gales del Sur ha publicado un marco de auditoría de la gestión de recursos naturales para apoyar el establecimiento de una función de auditoría de la eficacia en la gobernanza de los recursos naturales regionales. Este marco de auditoría se basa en otras metodologías de auditoría establecidas, como auditoría de rendimiento, auditoría medioambiental y auditoría interna. Las auditorías emprendidas dentro de este marco han proporcionado confianza a los actores, identificado posibilidades de mejora y descrito lo que la opinión pública espera de las políticas medioambientales.
El Gobierno australiano ha establecido un marco para auditar los informes sobre emisiones de gases de efecto invernadero y energía, que sigue estrechamente los estándares australianos para compromisos de garantía. Este mismo Gobierno también prepara un marco de auditoría para la gestión del agua, centrado en la aplicación del Plan de cuenca del Murray Darling.

## Otros elementos

### Conservación de la biodiversidad
La conservación de la biodiversidad se considera un elemento importante en la gestión de recursos naturales. ¿Qué es la biodiversidad? Es un concepto amplio que describe el grado de diversidad de la flora y fauna de un área (número de especies y abundancia relativa). Gaston y Spicer (p. 3) señalan que la biodiversidad es «la variedad de la vida» y refieren diferentes clases de «organización de la biodiversidad». Según Gray (p. 154), el primer uso extendido de la definición de biodiversidad lo hicieron las Naciones Unidas en 1992, implicando aspectos diferentes de diversidad biológica.

### Gestión precautoria de la biodiversidad
Las amenazas a la biodiversidad incluyen: fragmentación de hábitat, que tensiona aún más unos recursos biológicos ya afectados; degradación forestal y deforestación; especies invasoras y calentamiento mundial (p. 2). Como estas amenazas reciben cada vez más atención de ecologistas y opinión pública, la gestión precautoria de la biodiversidad se vuelve una parte importante de la gestión de recursos naturales. Según Cooney, hay medidas materiales para llevar a cabo esta gestión precautoria.

### Herramientas políticas concretas
Cooney sostiene que la formulación de políticas depende de «evidencias», relacionadas con «pruebas muy reveladoras», con la prohibición de «actividades» especiales y con «requisitos de información y control». Antes de formular políticas precautorias se necesitan pruebas categóricas. Cuando la potencial amenaza de las «actividades» se considera crítica e «irreversible», se deberían prohibir estas «actividades». Por ejemplo, como los explosivos y los tóxicos ponen en serio peligro el medio humano y natural, la Ley de recursos marinos vivos de Sudáfrica prohíbe completamente la pesca con explosivos y tóxicos.

### Administración y directrices
Según Cooney, hay 4 métodos para gestionar precautoriamente la biodiversidad cuando se administran recursos naturales:
1. «Gestión basada en el ecosistema» con un manejo «más precavido y averso al riesgo», donde «dada la incertidumbre que prevalece sobre la estructura del ecosistema, su función y las interacciones concretas, la precaución obliga a un planteamiento de ecosistema más que otro tendente a proteger a solo una especie».
2. «Gestión adaptativa» es «un planteamiento de gestión que tiene en cuenta expresamente la incertidumbre y el dinamismo de los sistemas complejos».
3. La «evaluación de impacto ambiental» y los índices de exposición disminuyen las «incertidumbres» de la precaución, aunque tengan deficiencias.
4. Los «planteamientos conservacionistas» que «con mayor frecuencia se ligan» a la conservación de la biodiversidad en la gestión de recursos naturales.

### Usos del suelo
Para tener un medio ambiente sostenible es importante comprender las estrategias de gestión apropiadas y utilizarlas. En términos de comprensión, Young resalta algunos puntos importantes en los usos del suelo:
- Tienen en cuenta los procesos naturales, como ecosistema, agua o suelo
- Utilizan sistemas de gestión apropiados y adaptados a las situaciones locales
- Existe cooperación entre científicos con conocimientos y equipos, y lugareños con conocimientos y habilidades

El estudio de Dale et al. (2000) mostró que hay 5 principios ecológicos fundamentales y útiles para el gestor de suelos. Estos principios ecológicos se relacionan con tiempo, lugar, especie, perturbación y paisaje, e interaccionan de muchas maneras. El estudio sugiere que los gestores de suelos podrían seguir estas directrices:
- Examinar los impactos de las decisiones locales en un contexto regional, y los efectos sobre los recursos naturales.
- Plan para cambio a largo plazo y acontecimientos inesperados.
- Preservar elementos singulares del paisaje y las especies asociadas.
- Evitar usos del suelo que agoten los recursos naturales.
- Dejar intactas grandes áreas contiguas o conectadas que contienen hábitats críticos.
- Minimizar la introducción y extensión de especies no nativas.
- Evitar o compensar los efectos del desarrollo sobre los procesos ecológicos.
- Aplicar usos del suelo y gestión del suelo compatibles con el potencial natural del área.